# Zbigniew Zamachowski
Zbigniew Zamachowski, né le 17 juillet 1961 à Brzeziny, près de Łódź, est un acteur et compositeur polonais.

## Biographie
Zbigniew Zamachowski a commencé sa carrière cinématographique en 1981 dans le film Wielka Majówka de Krzysztof Rogulski. Quant à sa carrière théâtrale, elle a commencé en décembre 1983.
Il est très connu en Pologne. Il a été le lauréat de nombreuses récompenses au niveau national et international. En France, il est surtout connu pour les films franco-polonais Tak tak (pl) et surtout Trois Couleurs : Blanc (de Krzysztof Kieślowski), mais aussi La Petite Prairie aux bouleaux. Il a également fait quelques apparitions, notamment dans Le Pianiste de Roman Polanski, dans Sweat de Magnus von Horn, et dans plusieurs films allemands.
Mis à part ses carrières théâtrale et cinématographique, il a également fait du doublage, notamment pour les versions polonaises de Shrek, Stuart Little, Shrek 2, Shrek le troisième et Ratatouille.
Dans la vie privée, Zbigniew Zamachowski a été d'abord marié à Anna Komornicka, puis à l'actrice polonaise Aleksandra Justa (pl), avec qui il a eu quatre enfants (nés en 1994, 1997, 2000 et 2002). En 2014, il a épousé la présentatrice Monika Richardson (pl).

## Filmographie partielle
- 1981 : Wielka majówka de Krzysztof Rogulski : Rysiek
- 1988 : Les Possédés d'Andrzej Wajda : Liamchine
- 1989 : Les Tribulations de Balthasar Kober de Wojciech Has : Mathias
- 1990 : L'Évasion du cinéma Liberté de Wojciech Marczewski : l'assistant de censeur
- 1990 : Korczak d'Andrzej Wajda : Icchak Szulc
- 1991 : Ferdydurke de Jerzy Skolimowski : Tom
- 1993 : Trois Couleurs : Bleu de Krzysztof Kieślowski : Karol Karol
- 1994 : Trois Couleurs : Blanc de Krzysztof Kieślowski : Karol Karol
- 1994 : Trois Couleurs : Rouge de Krzysztof Kieślowski : Karol Karol
- 1999 : 23 de Hans-Christian Schmid : Sergej
- 1999 : Par le fer et par le feu de Jerzy Hoffman : Michal Wołodyjowski
- 2000 : L'Échange de Taylor Hackford : le chauffeur de Terry en Tchétchénie
- 2001 : Weiser de  Wojciech Marczewski : Kołota
- 2002 : Le Pianiste de Roman Polanski : le client aux pièces
- 2003 : Les Yeux entr'ouverts d'Andrzej Jakimowski : Jasiek
- 2003 : Au loin, les lumières de Hans-Christian Schmid : Antoni
- 2003 : La Petite Prairie aux bouleaux de Marceline Loridan-Ivens : Gutek
- 2013 : L'Homme du peuple d'Andrzej Wajda : Nawiślak, l'officier de services sécrets
- 2014 : Bogowie de Łukasz Palkowski : Stanisław Pasyk
- 2014 : Jack Strong de Władysław Pasikowski : le colonel Władysław Gendera
- 2024 : Treasure de Julia von Heinz : Stefan

## Distinctions
- Aigle du meilleur acteur en 2001 pour le rôle de Edzio dans Cześć Tereska (pl)
- Aigle du meilleur acteur en 2003 pour le rôle de Jasiek dans Les Yeux entr'ouverts
- Croix d'or du Mérite (Krzyż Zasługi)